# Strabomantis bufoniformis
Strabomantis bufoniformis is een kikker uit de familie van Craugastoridae. Deze soort leeft in Midden- en Zuid-Amerika.

## Verspreiding
Het verspreidingsgebied van Strabomantis bufoniformis loopt van Costa Rica tot aan westelijk Colombia. Sinds het einde van de twintigste eeuw is de soort sterk in aantallen afgenomen door de schimmelinfectieziekte chytridiomycose in combinatie met habitatverlies. In Costa Rica kwam de soort voorheen voor in het uiterste zuidoosten, in de provincie Limón nabij de grens met Panama, maar inmiddels wordt Strabomantis bufoniformis in dit land als uitgestorven beschouwd. In Colombia leeft de soort tot aan het departement Cauca, evenals op Isla Gorgona. Strabomantis bufoniformis leeft in regenwouden in het laagland.

## Uiterlijk
Strabomantis bufoniformis heeft een brede kop met meerdere kammen. Op de rug zitten witte, wratachtige bultjes. De huid is op de rug bruin van kleur met donkerbruine gebieden en op de buik wit. Mannelijke exemplaren worden tot 50 millimeter lang, terwijl vrouwtjes 94 millimeter lang kunnen worden.

## Leefwijze
Strabomantis bufoniformis is een op de grond leven dier en het houdt zich op nabij riviertjes. Het is een nachtactief dier. Eieren worden gelegd in vochtig zand. Strabomantis bufoniformis voedt zich met insecten.

## Fokprogramma
In het El Valle Amphibian Conservation Center en het Gamboa Amphibian Rescue Center in Panama zijn fokprogramma's opgezet voor Strabomantis bufoniformis.